# Alberich (Opernfigur)

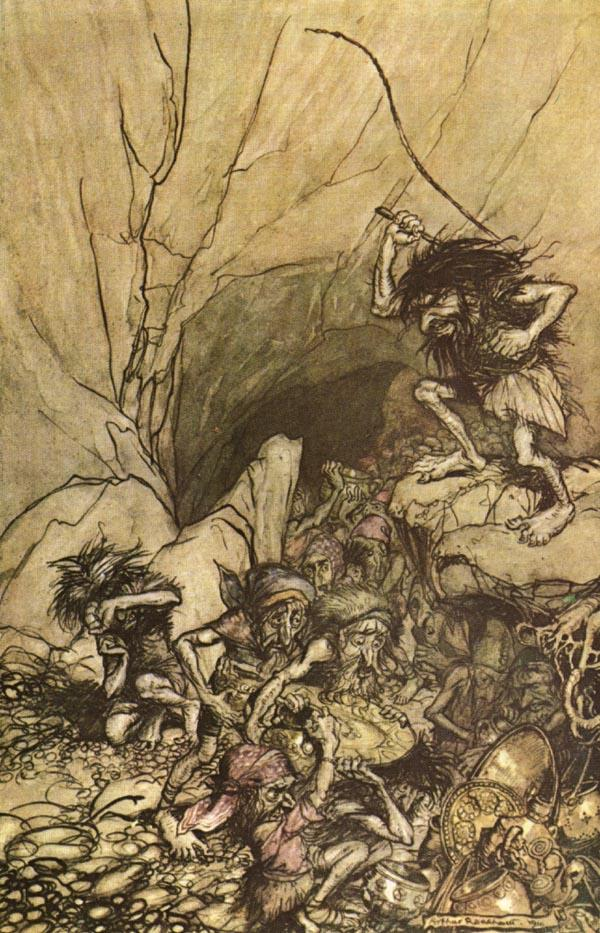
Alberich, Grafik von Arthur Rackham

Alberich ist der große Antagonist in der Tetralogie Der Ring des Nibelungen des deutschen Komponisten Richard Wagner.
Im ersten Teil des Zyklus – dem Vorabend Das Rheingold – begegnet das Publikum Alberich bei ebenso eifrigem wie erfolglosem Werben um die Rheintöchter. Diesen erscheint der hässliche und im Element des Wassers unbeholfene Zwerg nur komisch, seine Drohungen nehmen sie nicht ernst. Als Alberichs Wut über die erfahrene Abweisung ihren Höhepunkt erreicht, erstrahlt das in der Tiefe des Rheins verborgene Gold im Glanz der aufgehenden Sonne. Alberich erfährt von den Rheintöchtern, dass derjenige, der das Gold an sich zu bringen vermöchte und die Liebe verflucht, dadurch in der Lage wäre, einen Ring zu schmieden, durch den er die Welt unterwerfen könne. Der Ring verhelfe zu „maßloser Macht“.
Noch unter dem Eindruck der Verhöhnung durch die Rheintöchter, verflucht Alberich die Liebe, rafft das Gold an sich und entschwindet in der Tiefe: „Gewänn ich nicht Liebe – doch listig erzwäng’ ich mir Lust!“
Später erfährt das Publikum, dass Alberich sich tatsächlich in seiner unterirdischen Heimat Nibelheim den machtvollen Ring geschmiedet und mit dessen Hilfe als erstes sein eigenes Volk, die Nibelungen, unterworfen hat. Diese, allen voran Alberichs Bruder Mime, müssen nun eifrig nach Erz und Bodenschätzen graben und daraus kunstvolles Geschmeide fertigen, um den gewaltigen Nibelungenhort Alberichs anzuhäufen.
Unterdessen hatten die Riesen Fasolt und Fafner für Wotan und die Götter die Burg Walhall errichtet. Nach zähen Verhandlungen um den Kaufpreis erklären die Riesen sich bereit, das Gold Alberichs als Werklohn zu akzeptieren.
In der dritten Szene des Rheingold ziehen Wotan und Loge (Loki) nach Nibelheim, um Alberich das Gold abzujagen. Alberich selbst berichtet ihnen höhnisch, dass er sich mit Hilfe des Ringes die gesamte Welt einschließlich der Götter unterwerfen wolle. Listig überredet Loge Alberich, den Gebrauch des Tarnhelms zu demonstrieren, mit dessen Zauber sein Besitzer jede Gestalt annehmen könne. Als Alberich sich so zeitweilig in eine Kröte verwandelt, gelingt es Wotan und Loge, den Zwerg zu fangen. Sie fordern von ihm Nibelungenschatz, Tarnhelm und Ring als Lösegeld. Alberich muss schließlich alles hergeben. In einem düster drohenden Monolog verflucht er den geraubten Ring: „… Wer ihn besitzt, den sehre die Sorge und wer ihn nicht hat, den nage der Neid …“ Dieser Fluch erweist sich als mächtig und folgenreich, er wirkt fort bis zur Götterdämmerung mit Untergang Wotans und der Herrschaft der Götter.
Nach seinem Verschwinden im Rheingold begegnet das Publikum Alberich lange Zeit nicht mehr. Einer Erzählung Wotans (in Die Walküre) ist jedoch zu entnehmen, dass es Alberich gelungen ist, einen Sohn zu zeugen – Hagen. Persönlich tritt Alberich im dritten Teil des Ring des Nibelungen (Siegfried) wieder in Erscheinung. Er lauert, ebenso wie sein Bruder und nunmehriger Konkurrent Mime, vor Fafners Höhle – Neidhöhle – auf das Ergebnis des Kampfes zwischen Siegfried und dem zum Drachen verwandelten Fafner. Wie Wotan in Gestalt des Wanderers höhnisch bemerkt: „Ein Helde naht – zwei Niblungen geizen das Gold.“
In Götterdämmerung wirkt Alberich dann nur noch mittelbar über Hagen auf das Geschehen um den Ring, von dem er nicht lassen kann, ein. Hagen stirbt am Ende der Handlung, von Alberich erfährt das Publikum nichts weiter. Da er jedoch seine gesamte Existenz mit dem Schicksal des Ringes verbunden hat und dieser von Brünnhilde den Rheintöchtern zurückgegeben wurde, ist dieses Überleben sinnentleert und mit keiner Gefahr mehr verbunden.
Der berühmteste Interpret dieser Rolle war Gustav Neidlinger. Er prägte diese Rolle mehrere Jahrzehnte auf der Bühne und in Aufnahmen.
In der Uraufführung 1876, bei den ersten Bayreuther Festspielen, war Alberich mit Karl Hill (1831–1893) besetzt.